# Ichthyosauridae
Az Ichthyosauridae család az Ichthyosauria rend Mixosauria alrendjének Longipinnati kisrendjébe tartozó család.
Más besorolás szerint az Ichthyopterygia főrend (vagy alosztály) Ichthyosauria rendjének Euichthyosauruia alrendjébe tartozó család.
Lásd még:
- Ichthyosauria
- Ichthyosaurus